# Elizabeth Richmond
Elizabeth "Libby" Richmond es una actriz australiana, más conocida por haber interpretado a Emily Vincent en la serie Home and Away.

## Biografía
Elizabeth se graduó del Queensland University of Technology's Acting con una licenciatura en bellas artes.

## Carrera
El 21 de agosto de 2006 se unió al elenco recurrente de la popular serie australiana Home and Away donde interpretó a Emily Vincent-Armstrong, la esposa de Brad Armstrong (Chris Sadrinna), hasta el 15 de septiembre del mismo año luego de que su personaje muriera en los brazos de Brad luego de perder su batalla contra la leucemia.
En el 2007 apareció como invitada en la popular serie médica All Saints donde dio vida a Julia Preven.

## Apoyo a caridad
Participa como animadora de una caridad para niños llamada "Starlight Foundation", la cual tiene como objetivo iluminar la vida de niños hospitalizados que están gravemente enfermos y a sus familias.

## Filmografía
Series de televisión
| Año  | Serie           | Personaje       | Notas                             |
| ---- | --------------- | --------------- | --------------------------------- |
| 2008 | The Strip       | Kim Long        | episodio "Schoolies"              |
| 2007 | All Saints      | Julia Preven    | episodio "Thin Ice"               |
| 2006 | Home and Away   | Emily Armstrong | 24 episodios                      |
| 1998 | Heartbreak High | Sarah Gilbert   | 3 episodios                       |
| 1996 | Water Rats      | Mujer a Prueba  | episodio "And Then There Was One" |

Películas
| Año  | Título                    | Personaje  | Notas |
| ---- | ------------------------- | ---------- | --- |
| 2010 | Jucy                      | Invitada   | junto a Orson Welles, Andrew Ryan, Ryan Johnson, Charlotte Gregg, Christopher Sommers y Cindy Nelson                          |
| 2007 | Help                      | Sabina     | corto - junto a Patrick Brammall y Buddy Dannoun                                                                              |
| 2006 | BlackJack: Dead Memory    | Hannah     | junto a junto a Marta Dusseldorp, David Field, Colin Friels, Daniel MacPherson, Garry McDonald, Aaron Pedersen y Erik Thomson |
| 2006 | Burke & Wills             | -          | junto a Celeste Barber, Bianca Biasi, Patrick Dickson y Daniel Feuerriegel                                                    |
| 2006 | The Silence               | Secretaria | junto a Richard Roxburgh, Essie Davis, Alice McConnell, Emily Barclay, Damian de Montemas y Olivia Stambouliah                |
| 2001 | Bad Ass Mono-Winged Angel | Carly      | corto - junto a Jason Klarwein, Gyton Grantley, Kane Ingwersen y Scott Corfield                                               |
| 1998 | Cody: The Wrong Stuff     | Mimi       | junto a Gary Sweet, Heather Mitchell, Robert Mammone, Kym Wilson y Tasma Walton                                               |